# Nadzienie

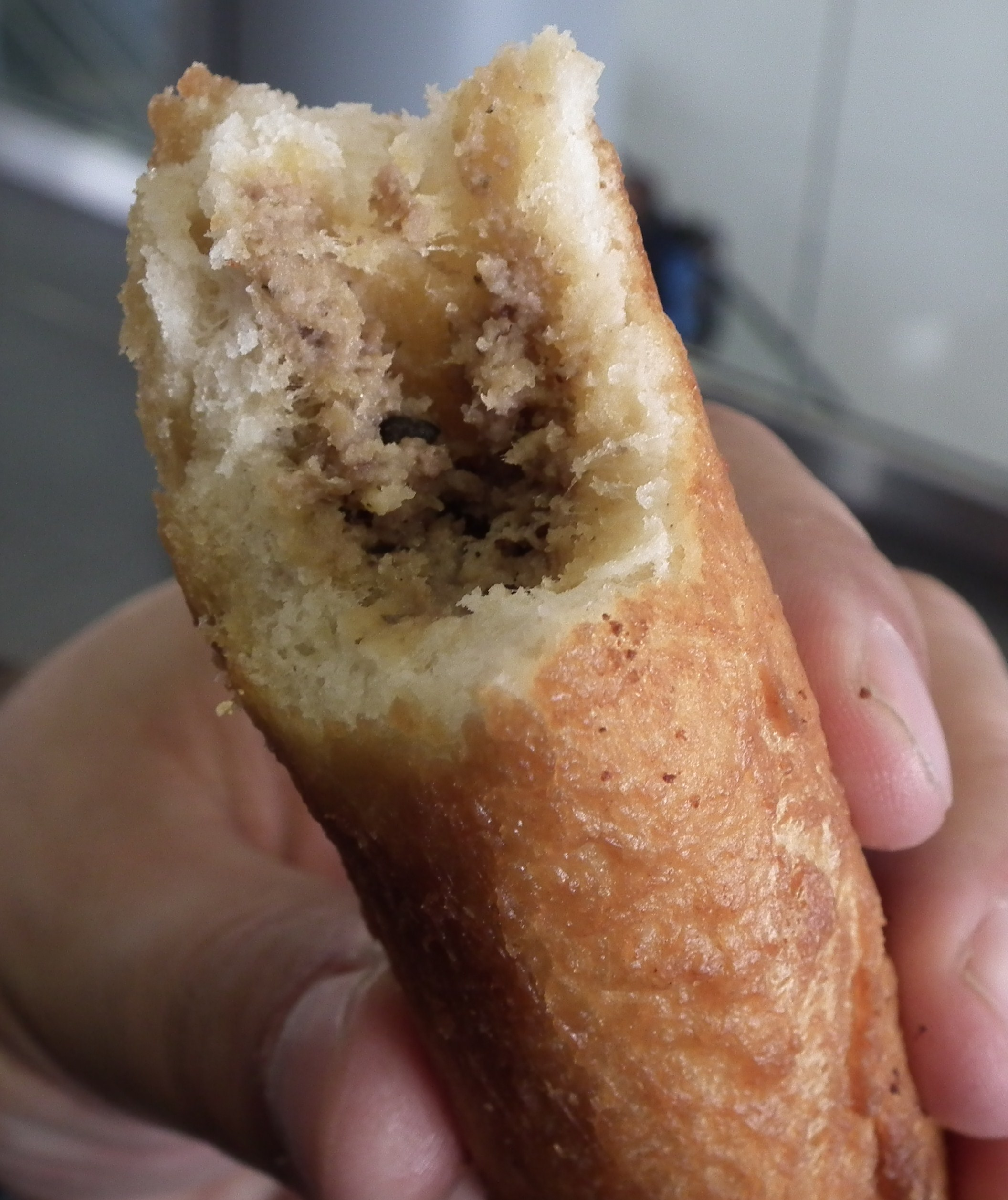
Nadzienie

Nadzienie – drobno posiekana lub zmielona masa spożywcza, którą wypełniane są produkty żywnościowe.
Nadzieniem faszeruje się ciasta, pączki, muffinki, słodycze, jaja, mięsa, drób, paszteciki, pierogi, gołąbki, naleśniki, tortille, ryby, warzywa jak papryki, pomidory czy cukinia. Wyróżnia się nadzienia słodkie i wytrawne (farsz). Bazą nadzienia bywa m.in. fasola, mielone mięso, kurczak, biały ser, kasze, orzechy, grzyby. Dodatki stanowią kapusta kwaszona, zmielona bułka, jajka, cebula, rodzynki i przyprawy.
Do nadzień słodkich należą czekolada, owoce, róża, konfitury. Nadzienia słodkie można przygotować przez gotowanie przecierów owocowych z dodatkiem substancji zagęszczających, kwasów spożywczych, konserwantów, barwników i aromatów. Są to nadzienia żelowe. W cukiernictwie nadzienia stosuje się na zimno – jako masy owocowe do przekładania ciast i tortów, lub na gorąco – do wypieku ciastek kruchych, ciast drożdżowych, ciastek francuskich. 